# Laura Aikman
Laura Holly Aikman (Brent, 24 dicembre 1985) è un'attrice britannica.

## Filmografia

### Cinema
- Surviving Picasso, regia di James Ivory (1996)
- Virtual Sexuality, regia di Nick Hurran (1999)
- Popcorn, regia di Darren Paul Fisher (2007)
- Keith Lemon: The Film, regia di Paul Angunawela (2012)
- Scrapper, regia di Charlotte Regan (2023)

### Televisione
- Great Expectations, regia di Julian Jarrold – film TV (1999)
- Casualty – serie TV, 36 episodi (2000-2010)
- Doctors – serial TV, 1 puntata (2004)
- The Mysti Show – serie TV, 27 episodi (2004-2005)
- Metropolitan Police (The Bill) – serie TV, episodio 23x52 (2007)
- FM – serie TV, episodio 1x06 (2009)
- Jack Taylor – serie TV, episodio 3x03 (2010)
- Lemon La Vida Loca – serie TV, 7 episodi (2012-2013)
- 4 O'Clock Club – serie TV, 28 episodi (2012-2014)
- The Job Lot – serie TV, 12 episodi (2014-2015)
- Waterloo Road – serie TV, 10 episodi (2015)
- Bluestone 42 – serie TV, 5 episodi (2015)
- Lovesick – serie TV, episodi 2x02-2x06 (2016)
- Liar - L'amore bugiardo (Liar) – serie TV, episodio 1x06 (2017)
- Delitti in Paradiso (Death in Paradise) – serie TV, episodio 10x03 (2021)
- La coppia quasi perfetta (The One) – serie TV, episodi 1x02-1x03 (2021)
- Breeders - Genitori al limite (Breeders) – serie TV, episodio 4x07 (2023)